# Parisville (Quebec)
Parisville es un municipio parroquial canadiense situado en la provincia de Quebec.

## Superficie
Parisville tiene una superficie de 35,58 km².

## Demografía
En 2021, tenía 396 habitantes, una densidad poblacional de 11,1 hab./km², y 198 viviendas.